# Вічний вогонь (сквер)
Сквер Вічний вогонь — сквер в центрі Харкова, на Університетській гірці на Університетській площі. Створений у 1950-х роках на місці історичної забудови, зруйнованої під час Другої світової війни. Центральним елементом є монумент із вічним вогнем.

## Опис

### Передісторія
Розташований ліворуч від Соборного узвозу навпроти Свято-Успенського собору. Після заснування міста, ця його частина знаходилася у межах харківської фортеці, на центральній вулиці міста — Університетській, і була забудована житловими й адміністративними будівлями. На місці скверу спочатку розташовувалося воєводське подвір'я, а пізніше — садиба Квіток. Наприкінці XVIII століття на місці скверу побудовані шість одноповерхових дерев'яних будівель палат присутствених місць за проєктом архітектора Петра Антоновича Ярославського. У 1785 році їх замінили дво-триповерховим кам'яним будинком, ймовірно, за проєктом італійського архітектора Джакомо Антоніо Доменіко Кваренгі. Через тривале будівництво проєкт був змінений архітектором Андреяном Дмитровичем Захаровим. Здали споруду недобудованою у 1805 році. У 1850—1854 роках на місці майбутнього скверу зведено новий будинок присутніх місць. Після початку радянської окупації у будинку розмістилися різні організації, в тому числі Харківський губком КП(б)У, губвиконком, губернський комітет комсомольців. Також розміщувався виконком Харківської Ради робітничих і солдатських депутатів. У 1928 році всі організації перевели у будівлю Держпрому, а саму будівлю у 1932—1933 роках добудували для розміщення Всеукраїнського Будинку Червоної Армії імені К. Е. Ворошилова. Авторами проєкту були А. А. Тацій, В. Ю. Каракіс, О. М. Касьянов, художник — В. Г. Меллер. Реконструкція фасаду та добудова нового крила виконані в стилі конструктивізму. Новий будинок, що займав значну частину сучасного скверу крім невеликої алеї вздовж схилу по Сергіївському майдану та з боку Університетської, став однією з домінант району та нависав над Університетською гіркою. Алея, що йшла з Університетських сходів попід схилом Сергіївського майдану, поєднувалася з іншої сторони лише містком через сучасний Соборний узвіз. Він був зведений у 1877 році за проєктом Д. С. Черненка, щоб поєднати Університетську гірку з другим входом у пасаж Пащенка-Тряпкіна у його торговому будинку.

### Облаштування скверу
Під час Другої світової війни в жовтні 1941 упродовж Першої битві за Харків та відступу радянських військ Будинок Червоної армії був спалений, а пізніше частково зруйнований. Споруда простояла близько десяти років без використання. На початку 50-х років будинок розібрали, а на його місці та на місці решти площі у 1954 році розбили сквер «Вічний вогонь». Його було створено за проєктом архітекторки Людмили Василівни Гурової (1917—1995). Сквер відкритий 1957 року на честь 40-річчя Жовтневої революції. Вічний вогонь було запалено 12 липня 1958 року від факела на Марсовому полі в Ленінграді (Санкт-Петербург, Росія).
Місток, що поєднував територію сучасного скверу та пасаж Пащенка-Тряпкіна, після руйнації будівлі у 1950-х був перекинутий через яр у саду імені Тараса Шевченка, де простояв до 2016—2019 років. Під час реконструкції парку він був демонтований, а пізніше зник. На його місці встановлена нова конструкція, яка лише умовно нагадує оригінал. Будівля Миколаївського ряду, що розташовувалася на місці схилу між сквером і Сергіївським майданом також була знесена через пошкодження у роки Другої світової війни. Так майже вся історична забудова навколо та у сквері була знищена.
Біля вічного вогню стоїть Пам'ятник Героям, які поклали голову за незалежність та свободу України. Початково він був присвячений борцям Жовтневої революції, але 2015 року активісти Майдану перефарбували пам'ятник у кольори прапору України та демонтували радянську меморіальну дошку, замінивши її новою з написом: «Героям, які склали голову за Незалежність та свободу України». Останні кілька років вогонь погашений. Сквер відремонтований у серпні 2008 року, до 65-ї річниці зайняття міста радянським військом та завершення окупації нацистами. У 2021 році планувалася реставрація скверу вартістю понад 6 мільйонів гривень. У 2024 році замовлено ремонт пішохідних доріжок у сквері вартістю 200 тисяч гривень.

### Реконструкція
На початку 2025 року сквер закрито на реконструкцію. Проєкт створений компанією «РС Інжиніринг» за 1.5 мільйонів гривень. 19 травня 2025 року в медіа були опубліковані візуалізації нового скверу «Сквер Вогню». Проєкт та концепція були створені без громадських обговорень. Вони включали створення нових пішохідних доріжок, зміну зелених зон, встановлення нових лав та ліхтарів. Радянський монумент з вічним вогнем планувалося залишити як центральний елемент скверу, поруч розмістити стенди з архівними фотографіями цього місця, а також встановити чи перенести з майдану Архітекторів копію Успенського собору. У куті скверу, де оглядовий майданчик на Благовіщенський собор, планувалося створити вогнище. 5-м етапом реконструкції центру міста, який також включає перебудову Лопанської набережної та інших навколишніх зон, заплановано відновлення мосту, що існував між пасажем та сквером у 1877—1945 роках та зник у 2019.
У травні 2025 року демонтовано стару огорожу біля схилу та розпочате його укріплення. 23 червня 2025 року, комунальне підприємство Харківзеленбуд оголосило тендер на 37 800 000 гривень на проведення реконструкції скверу, коли будівельні роботи вже тривали. Першу чергу реконструкції скверу завершили у серпні 2025 року. Під час реконструкції укріпили схил, облаштували систему водовідведення, встановили нові світильники, бетонні лави, декоративну інсталяцію у вигляді штучного багаття з підсвіткою, металевою панеллю та скляним огородженням. Також відновлено поливальний водопровід, дощову каналізацію, підземні газопроводи та встановлено новий газопальний пристрій.
Нову інсталяцію гід Максим Розенфельд, який співпрацює з Харківською міською радою, пояснив як відсилання до сигнальних вогнищ XVII століття, які нібито використовувались у козацьких фортецях для попередження про небезпеку, зокрема у харківській, що стояла поруч. Історик Андрій Парамонов розкритикував цю версію, зазначивши, що у фортецях Білгородської лінії сигнальні багаття не використовувалися через небезпеку пожеж, а для подання сигналів застосовували гармати та дзвони. Він також наголосив, що перед реконструкцією ділянку слід було дослідити археологам, адже на цьому місці розташовувалося воєводське подвір'я, садиба Квіток та інші історичні об'єкти, залишки яких могли зберегтися. Архітекторка Ольга Клейтман зазначила, що така штучна ватра є типовим проєктом, які встановлюють в Австралії, США і т. д.. Окрім цього нова інсталяція частково перекриває краєвид з оглядового майданчика.

## Галерея

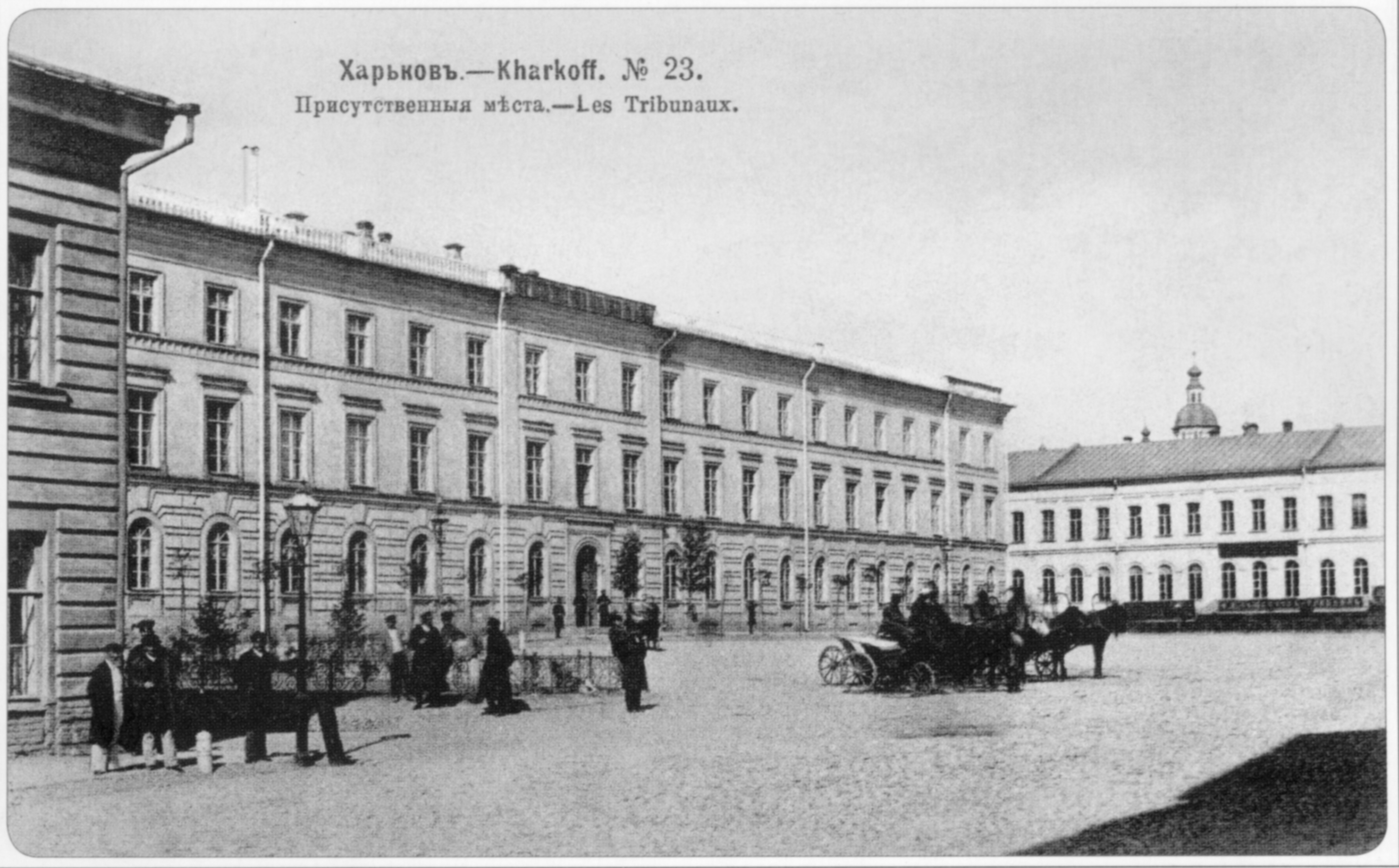
Присутствені місця на місці скверу. Початок ХХ століття
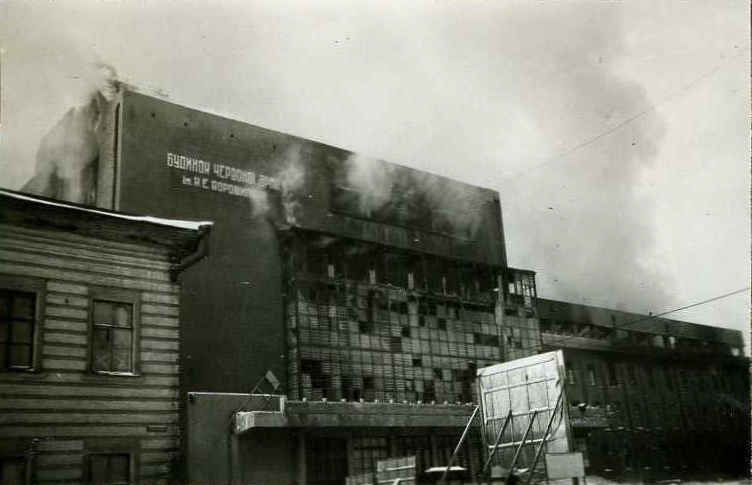
Горить будинок Червоної армії, що стояв на місці скверу. Ліворуч — хімічний корпус університету. 1941 рік
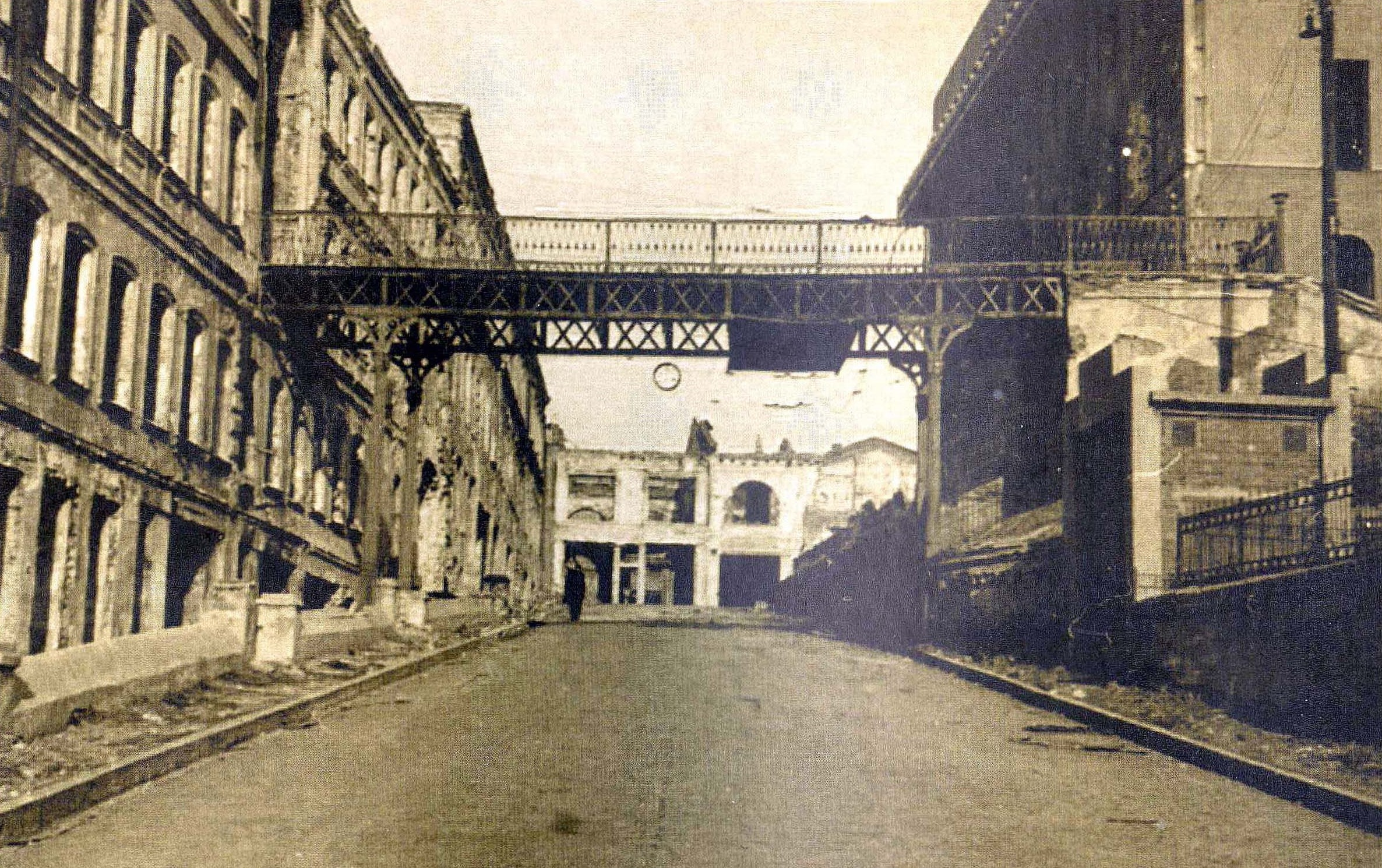
Місток між пасажем Пащенка-Тряпкіна (ліворуч) і Університетською гіркою (територія сучасного скверу, праворуч)
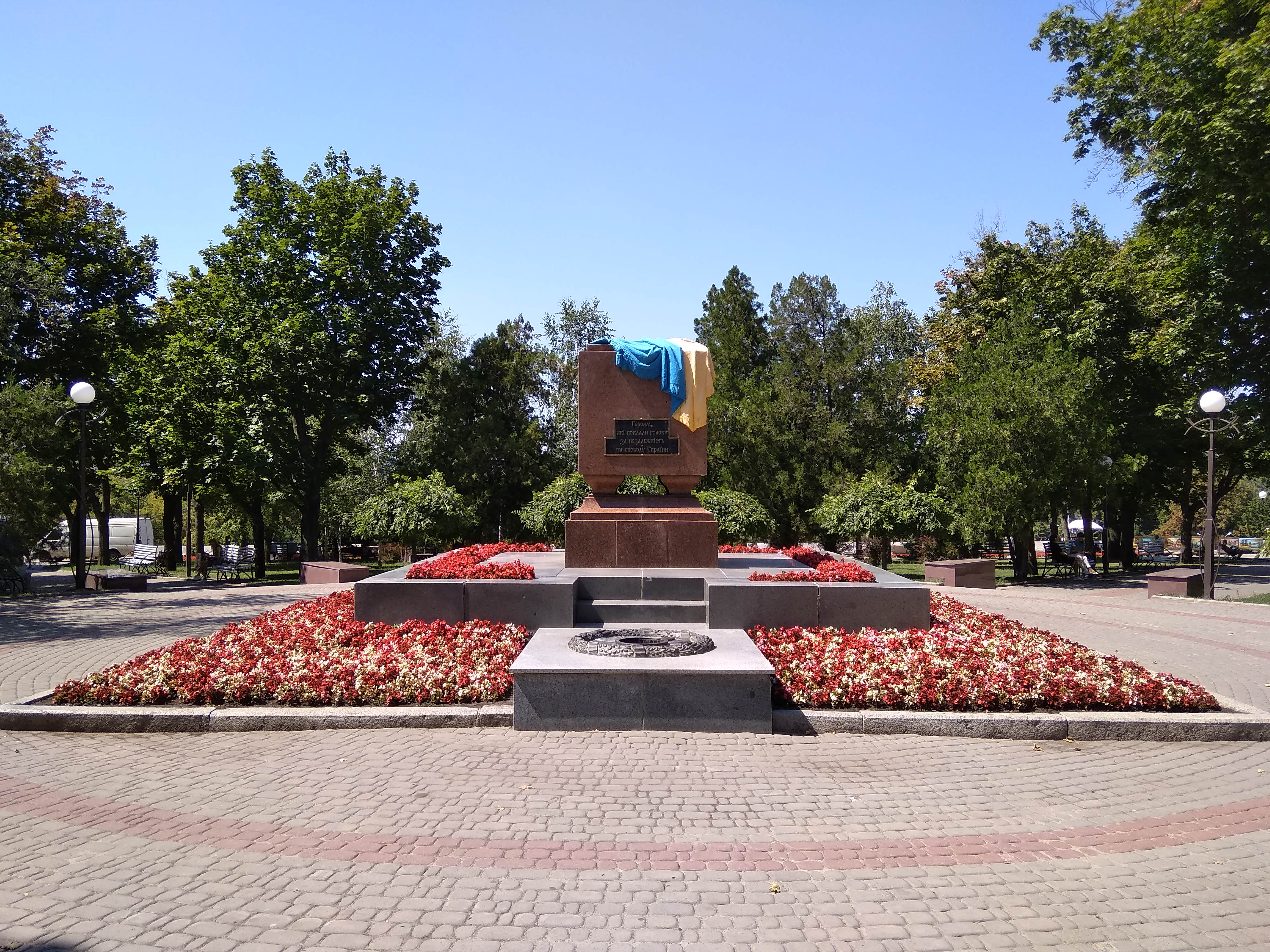
Пам'ятник Героям, які поклали голову за незалежність та свободу України
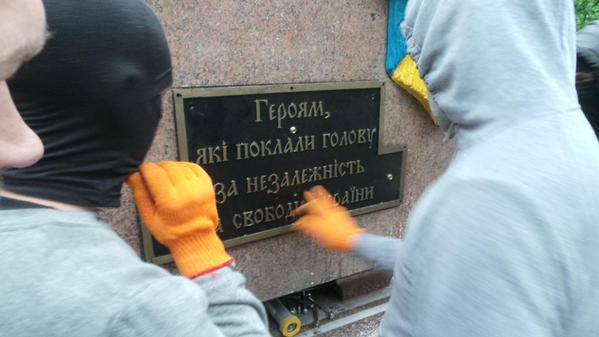
Декомунізація пам'ятника Борцям Жовтневої революції 9 травня 2015
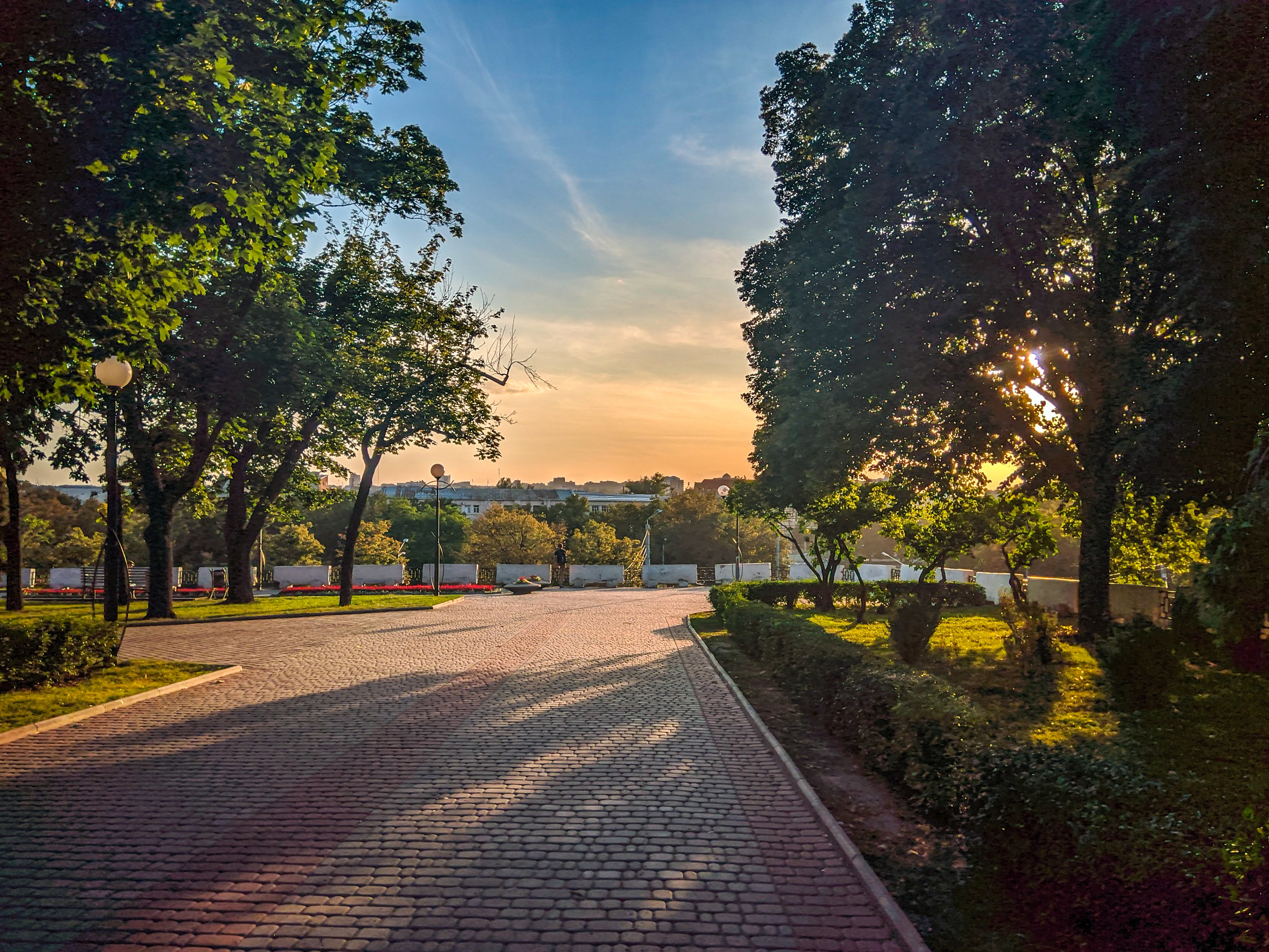
Алея до оглядового майданчика
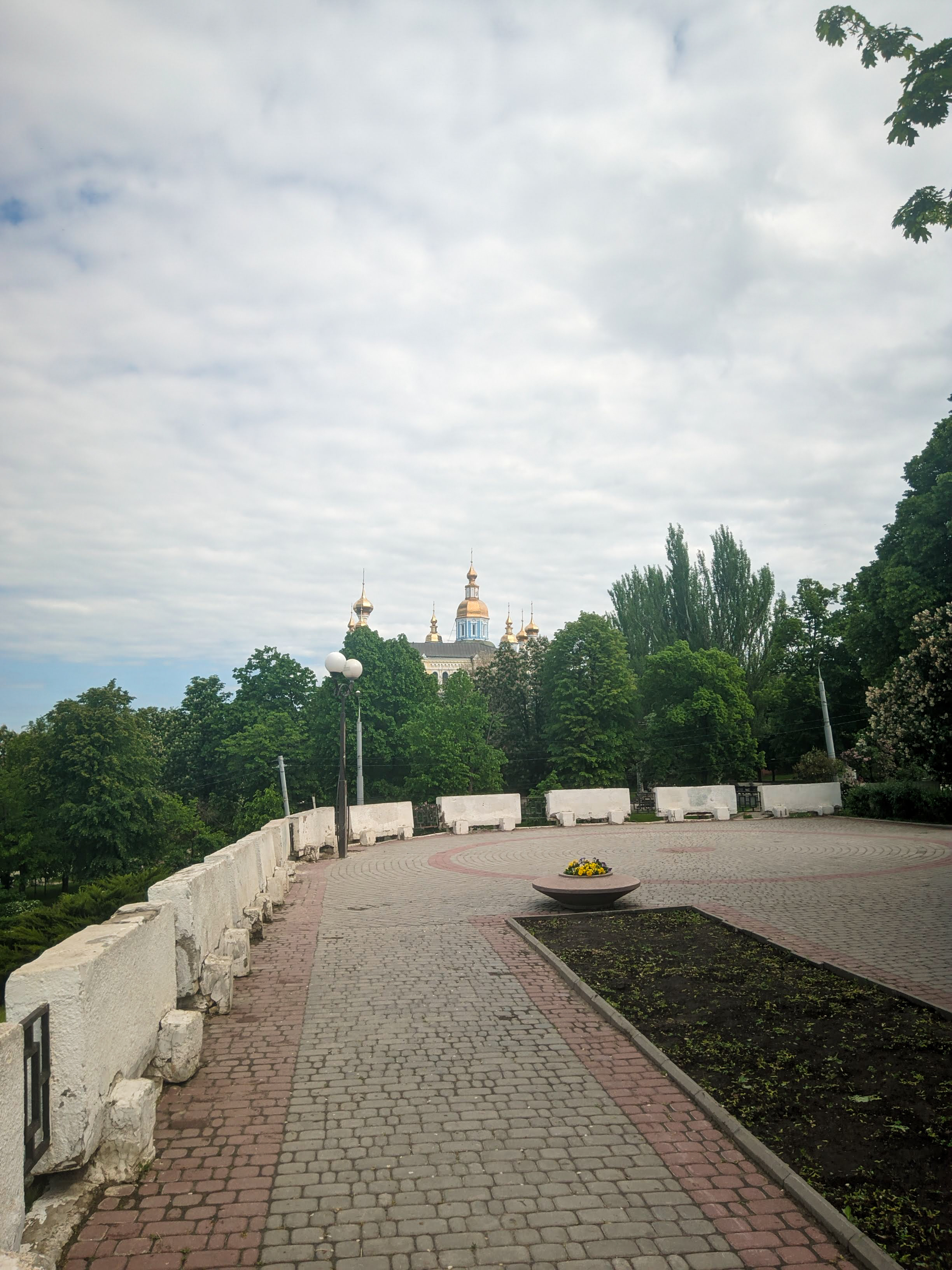
Звідси починався місток до пасажу